# Ramon Guardiola i Rovira
Ramon Guardiola i Rovira   (Figueres, 1920 - 1991) fou un polític, mestre i advocat català, alcalde de Figueres entre 1960 i 1973.

## Biografia
Nasqué el 1920. Després de la Guerra Civil Espanyola, exercí de secretari provincial d'Educació Popular, diferents càrrecs del Sindicat Vertical i de delegat local figuerenc del Frente de Juventudes, entre d'altres. També fou vicepresident de la Diputació Provincial de Girona.
Entre el 17 d'octubre de 1960 i el 22 de setembre de 1973, en plena dictadura franquista, exercí d'alcalde de Figueres. Destacà per traslladar el barri de la comunitat gitana del Garrigal a l'actual ubicació al barri de Sant Joan, a la carretera de Llers, i per promoure la construcció del Teatre-Museu Dalí. També fou secretari de l'Institut d'Estudis Empordanesos i president del Patronat de Portlligat.
Guardiola publicà, el 1984, Dalí y su museo: la obra que no quiso Bellas Artes, i el 1990, Dalí de primera mà, a més de diversos articles als Annals de l'Institut d'Estudis Empordanesos i a la Revista de Girona (revista que també dirigí) publicats entre la dècada del 1950 i 1980. També col·laborà al periòdic Los Sitios.

## Reconeixements
El 12 de desembre del 2002 l'ajuntament de Figueres acordà atorgar-li la Fulla de Figuera de Plata de la ciutat. El febrer de 2007 la ciutat de Figueres inaugurà una plaça amb el seu nom.